# Rembrandt fecit 1669
Rembrandt fecit 1669 è un film del 1977 diretto da Jos Stelling e basato sulla vita del pittore olandese Rembrandt Harmenszoon Van Rijn.